# Christof Schulz
Christof Schulz (* 17. Juli 1967 in Karlsruhe) ist ein deutscher Chemiker mit dem Schwerpunkt Verbrennungsforschung und Nanomaterialsynthese und Leiter des Lehrstuhls „Reaktive Fluide“ am Institut für Verbrennung und Gasdynamik der Universität Duisburg-Essen.

## Wissenschaftlicher Werdegang
Christof Schulz studierte Chemie an der Universität Karlsruhe und schloss sein Studium 1994 mit Auszeichnung ab. An der Universität Heidelberg promovierte er 1997 mit der Arbeit Entwicklung und Anwendung eines laserspektroskopischen Verfahrens zum quantitativen Nachweis momentaner Stickoxidverteilungen im Verbrennungsmotor. Von 1997 bis 2004 war er Leiter der Abteilung „Laserdiagnostik für Verbrennungsprozesse“ am Physikalisch-Chemischen Institut der Universität Heidelberg. Währenddessen habilitierte er 2002 mit der Arbeit Abbildende laserspektroskopische Verfahren zur Messung von Konzentrationen, Temperaturen und Geschwindigkeiten in Verbrennungsprozessen und chemisch reagierenden Strömungen. Zwischen 2002 und 2003 war er im Rahmen mehrfacher Aufenthalte Consulting Associate Professor an der Stanford University.
2004 wurde Christof Schulz zum Leiter des Lehrstuhls „Reaktive Fluide“ (bis 2012: „Verbrennung und Gasdynamik“) an der Fakultät für Ingenieurwissenschaften der Universität Duisburg-Essen berufen.
Von 2010 bis 2015 war er wissenschaftlicher Direktor des Center for Nanointegration (CENIDE) und ist seit 2010 zudem wissenschaftlicher Direktor des NanoEnergieTechnikZentrums (NETZ).

## Forschung
Verbrennungsprozesse und Nanomaterialsynthese in der Gasphase auf mikroskopischer Ebene zu verstehen und zu kontrollieren, ist das beherrschende Thema der Forschungsarbeiten von Christof Schulz. Seine Arbeitsgruppe forscht an elementaren Prozessen in Motoren genauso wie an maßgeschneiderten Nanomaterialien für verschiedene Anwendungen. Allen Forschungsaspekten ist gemein, dass sie auf Verbrennungsprozessen und verwandten Vorgängen in Gasen bei hohen Temperaturen beruhen, deren Verständnis für die Weiterentwicklung des jeweiligen Prozesses essenziell ist. Ein Schwerpunkt liegt dabei auf der Entwicklung und Anwendung von modernen laserbasierten Messverfahren.

## Berufliche Aktivitäten (Auswahl)
- seit 2004: Leiter des Lehrstuhls „Reaktive Fluide“ an der Universität Duisburg-Essen[4]
- seit 2007: Mitglied des Vorstands der Deutschen Sektion des Combustion Institute[5]
- 2008–2016: Mitglied des Direktoriums, Institut für Energie und Umwelttechnik (IUTA), Duisburg[6]
- 2008–2016: Gewähltes Mitglied DFG-Fachkollegium „Energieverfahrenstechnik“[7]
- seit 2009: Mitglied des Gründungsvorstands, Center for Energy Research (CER.UDE), Universität Duisburg-Essen[8]
- 2010–2015: Wissenschaftlicher Direktor des Center for Nanointegration (CENIDE) und des NanoEnergieTechnikZentrums (NETZ)[3]
- seit 2012: Mitglied des Direktoriums, International Combustion Institute[9]
- seit 2015: Co-Editor-in-Chief des Fachjournals "Progress in Energy and Combustion Science" (PECS)[10]

## Auszeichnungen
- 1991–1994: Stipendium der Studienstiftung des deutschen Volkes
- 1999: Freudenberg-Preis, Heidelberger Akademie der Wissenschaften[11]
- 1999: BMW Scientific Award, Erster Preis[12]
- 2014: Gottfried Wilhelm Leibniz-Preis der Deutschen Forschungsgemeinschaft[13]

## Publikationen (Auswahl)
- C. Schulz, V. Sick, Tracer-LIF diagnostics: quantitative measurement of fuel concentration, temperature and fuel/air ratio in practical combustion systems, Progress in Energy and Combustion Science, Volume 31, Issue 1, 2005, Pages 75–121, ISSN 0360-1285, doi:10.1016/j.pecs.2004.08.002
- C. Schulz, B.F. Kock, M. Hofmann, H. Michelsen, S. Will, B. Bougie, R. Suntz, G. Smallwood, Laser-induced incandescence: recent trends and current questions, Applied Physics B, Volume 83, Issue 3, 2006, Pages 333–354, doi:10.1007/s00340-006-2260-8
- W. G. Bessler, and C. Schulz "Quantitative multi-line NO-LIF temperature imaging," Appl. Phys. B 78, 519–533 (2004), doi:10.1007/s00340-004-1421-x